# Sakmarien
Stratigraphie
Assélien Artinskien
Le Sakmarien est un étage du Permien, système géologique de l'ère paléozoïque. C'est la deuxième des quatre subdivisions de l'époque du Cisuralien. Le Sakmarien s'étend entre 293,52 ±0,17 et 290,1 ± 0,26 millions d'années (Ma). Il est précédé par l'Assélien et suivi par l'Artinskien,.

## Stratigraphie
Le Sakmarien doit son nom à la rivière russe Sakmara, un affluent de l'Oural dans les montagnes du même nom. L'étage a été introduit dans la littérature scientifique par le géologue russe Alexandre Karpinsky en 1874. Dans la stratigraphie russe, il a été d'abord considéré comme un sous-étage de l'Artinskien. Actuellement, l'ICS le classe comme un étage indépendant dans son échelle géologique internationale.
| Période     | Époque        | Étage         | Âge (Ma)       |
| ----------- | ------------- | ------------- | -------------- |
| Trias       | inférieur     | Induen        | plus récent    |
| Permien     | Lopingien     | Changhsingien | 251,902–254,14 |
| Permien     | Lopingien     | Wuchiapingien | 254,14–259,51  |
| Permien     | Guadalupien   | Capitanien    | 259,51–264,28  |
| Permien     | Guadalupien   | Wordien       | 264,28–266,9   |
| Permien     | Guadalupien   | Roadien       | 266,9–273,01   |
| Permien     | Cisuralien    | Koungourien   | 273,01–        |
| Permien     | Cisuralien    | Artinskien    | –290,1         |
| Permien     | Cisuralien    | Sakmarien     | 290,1–293,52   |
| Permien     | Cisuralien    | Assélien      | 293,52–298,9   |
| Carbonifère | Pennsylvanien | Gzhélien      | plus ancien    |

Le début de l'étage est défini comme le moment de l'apparition stratigraphique de fossiles des espèces de conodontes Streptognathodus postfusus. En 2009, il n'y avait pas encore d'accord pour le point stratotypique mondial (PSM) du Sakmarien. La fin du Sakmarien (et le début de l'Artinskien) est défini comme le moment de l'apparition stratigraphique de fossiles des espèces de conodontes Sweetognathus whitei et Mesogondolella bisselli.